# Pierre et Vacances
El Grupo Pierre & Vacances-Center Parcs es un grupo francés del sector de las ciudades de vacaciones y de las residencias de turismo. Ha construido su crecimiento sobre un modelo económico de sinergia entre el sector inmobiliario y el turístico. Con más de 50 000 pisos y casas, es decir más de 231 000 camas, el grupo propone a sus 7,5 millones de clientes estancias en alguna de sus 300 localizaciones en Europa y el Mediterráneo.

## Historia
Gérard Brémond crea en 1967 la sociedad sobre un nuevo concepto desarrollado con la creación de la estación de esquí de Avoriaz en Haute-Savoie. De 1970 a 1997, el grupo se desarrolla en otras estaciones de los Alpes y balnearios, a través de la adquisición de otras sociedades, la recuperación de lugares y la participación en numerosos proyectos turísticos.
En 1979, se lanza un nuevo concepto : la « Nueva Propiedad », fórmula que permite el acceso en plena propiedad con una inversión reducida gracias a la recuperación del IVA y al prepago de los alquileres.
En 1999, la empresa entre beca y adquiere « Orion Vacances » (20 residencias). En 2000 la sociedad adquiere el grupo neerlandés « Gran Dorado », « número 1 » en Países Bajos en el sector de las ciudades y residencias de turismo.
En 2001, adquiere el 50 % de « Center Parcs Europe » (10 villages) ; sociedades de gestión de alquileres; e inmobiliarias de la estación de montaña de Valmorel y del « Grupo Maeva », segundo operador de residencias de turismo en Francia (138 residencias y hoteles).
En 2002, Pierre et Vacances adquiere las « Residencias MGM », residencias de turismo de gama alta (10 destinos). 
En 2003 el grupo se convierte en accionista al 100 % de « Center Parcs Europe ».
El 13 de febrero de 2007, Pierre & Vacances y Euro Disney SCA anuncian la creación de una filial común para el proyecto Villages Nature. Anunciado desde 2003, este proyecto supone una inversión de 1800 millones de euros, comprende 5 000 pisos repartidos en 4 pueblos temáticos ubicados a 6 km de los parques de Disneyland París entre los municipios de Bailly-Romainvilliers y Villeneuve-el-Comte ,. El 19 de abril, adquiere el Grupo belga Sunparks. El 15 de mayo, la sociedad de promoción inmobiliaria Les Senioriales. El 1 de octubre, se crea de Adagio City Aparthotel en cooperación con Accor.
En 2009, el Grupo Pierre & Vacances se convierte en el Grupo Pierre & Vacances Center Parcs. Se lanza el proyecto de extensión Avoriaz y se llega a acuerdos con Intrawest Hotels & Residences sobre la adquisición de actividades de aprovechamiento de residencias de turismo y de comercios en Arc 1950 (Saboya) y Flaine Montsoleil (Haute-Savoie).
En 2010 se crean las etiquetas Pierre & Vacances prémium y Pierre & Vacances resorts, el 4.º Center Parcs francés, el Domaine des Trois Forêts Moselle Lorraine abre y se firman los acuerdos para el desarrollo de Villages Nature.
En 2011, Adagio se convierte en líder de las residencias de turismo urbano con la adquisición de Citéa y creado la etiqueta Adagio Access, se lanzan Les Senioriales urbanos, más de 40 websites Center Parcs, Pierre & Vacances y Maeva recibe la etiqueta "Clef verte", Pierre & Vacances Resorts resulta Pierre & Vacances villages clubs.
En 2012, extensión de la estación de Avoriaz con tres residencias y la Aquariaz (el mayor centro acualúdico de montaña en Europa) y lextensión del Domaine des Trois Forêts en Moselle Se produce la implantación de Adagio City Aparthotel en Brasil.
En 2013, el Center Parcs, el Park Bostalsee en Alemania, se coloca la 1.ª piedra del Center Parcs Domainen sdu Bois en Daims Vienne Grand-Ouest.
En diciembre de 2014, el grupo Pierre y Vacaciones firma una carta de intenciones con el promotor chino Beijing Capital Land (BCL) para implantar en China y en Francia localizaciones turísticas inspiradas en el concepto Center Parcs,.

## Sociedades del grupo
Con sus diferentes líneas de productos, el Grupo Pierre & Vacances-Center Parcs propone más de 300 localizaciones en Europa y el Mediterráneo.
- Residencias
  - Pierre & Vacances : marca de gama alta, 82 residencias
  - Pierre & Vacances prémium : marca prestigio, 19 residencias
  - Maeva : marca de gama media, 76 residencias
- Villages clubs
  - Pierre & Vacances villages clubs : marca de gama alta, 15 villages clubs en Francia y en España
- Propiedades 
  - Center Parcs : orientados a estancias cortas, de gama alta, 18 propiedades en Francia, Bélgica, Alemania y Países Bajos
  - Sunparks : orientados a estancias cortas, de gama media, 4 propiedades en Bélgica
- Residencias urbanas
  - Adagio City Aparthotel : 86 residencias en Europa (en cooperación con el grupo Accor)
- Residencias seniors
  - Los Senioriales : promotor líder en el mercado de las Residencias Seniors con 12 años de experiencia, 48 residencias.

### Datos financieros
| Ejercicio | CA            | Resultado neto  |
| --------- | ------------- | --------------- |
| 2013/2014 | 1 415 1415 M€ | 1415 M€ 1415 M€ |
| 2012/2013 | 1 307 1415 M€ | 1415 M€ 1415 M€ |
| 2011/2012 | 1 419 1415 M€ | 1415 M€ 1415 M€ |
| 2010/2011 | 1 470 1415 M€ | 1415 M€ 1415 M€ |
| 2009/2010 | 1 427 1415 M€ |                 |
| 2008/2009 | 1 451 1415 M€ |                 |
| 2007/2008 | 1 425 1415 M€ |                 |

Estructura del capital (final 2012) : Holding - Gérard Brémond 44,3 % - asalariados 0.9 % - público 50,7 % - acciones auto-presas 4 % - administradores 0.1 %

## Dirección
- Presidente director general : Gérard Brémond
- Directores generales adjuntos del grupo : Patricia Damerval,Thierry Hellin y José María Pont